# Juego de brujas
Juego de brujas es una película de terror argentina de 2023 dirigida por Fabián Forte. Narra la historia de una adolescente que intenta salvar, mediante la brujería, a su hermana menor de las garras de un poderoso demonio. Está protagonizada por Lourdes Mansilla, Ezequiel Rodríguez, Virginia Lombardo y Natalia Grinberg. La película tuvo su estreno mundial el 18 de abril de 2023 durante el Festival Internacional de Cine Fantástico de Porto Alegre, mientras que su estreno en las salas de cines de Argentina fue el 22 de junio de 2023.

## Sinopsis
Mara es una adolescente de 18 años que se dedica a jugar videojuegos, hasta que un día su hermana menor Sofía es secuestrada por un demonio. A partir de esto, Mara recibe la visita de tres hechiceros que la entrenan para convertirse en bruja y así tener las herramientas necesarias para enfrentar al demonio y recuperar a su hermana.

## Elenco
- Lourdes Mansilla como Mara
- Ezequiel Rodríguez como Leonel Arrieda
- Virginia Lombardo como Astrid Kyteler
- Natalia Grinberg como Bea Magyar
- Alexia Moyano como Susana
- Martín Borisenko como Oscar
- Sebastián Sinnott como Marcos
- Denise Barbara como Sofía
- Abril Castelli
- Aquiles Vecchio
- Dafne Tsiaculias

## Recepción

### Comentarios de la crítica
En el sitio web Todas las críticas, la película tiene una aprobación del 51% basado en siete reseñas. Diego Brodersen de Página 12 calificó a la cinta con un 5, afirmando que «Forte afianza la historia cruzando la aventura con el relato de crecimiento, y el terror con la fantasía esotérica», sin embargo, «los resultados resultan artificiosos en el mal sentido de la palabra, y la puesta en escena se impone como una simple transposición de las directivas del guion». Diego Batlle de Otros cines indicó que «Forte tiene buen pulso para la dirección y la combinación entre el diseño de arte, el maquillaje y los efectos visuales, pero el problema es que el relato casi nunca sorprende, fascina ni tampoco asusta demasiado».
En una reseña para Escribiendo cine, Emiliano Basile señaló que el final de la película «resulta efectivo para una película excesiva que no logra encontrar completamente el tono de su propuesta». Rocío Césped de Cuatro bastardos mencionó que «pese a tener un elenco que acompaña de manera perfecta cada característica de los protagonistas, la obra de Forte se queda un poco corta frente a lo que quiere llegar y al resultado final».

### Premios y nominaciones
| Lista de premios y nominaciones | Lista de premios y nominaciones                   | Lista de premios y nominaciones | Lista de premios y nominaciones | Lista de premios y nominaciones | Lista de premios y nominaciones |
| Año                             | Organización                                      | Categoría                       | Nominado/a(s)                   | Resultado                       | Ref(s)                          |
| ------------------------------- | ------------------------------------------------- | ------------------------------- | ------------------------------- | ------------------------------- | ------------------------------- |
| 2023                            | Festival de Cine de Horror de la Ciudad de México | Largometraje iberoamericano     | Juego de brujas                 | Participación                   | [ 11 ]                          |